# Llengües eslaves

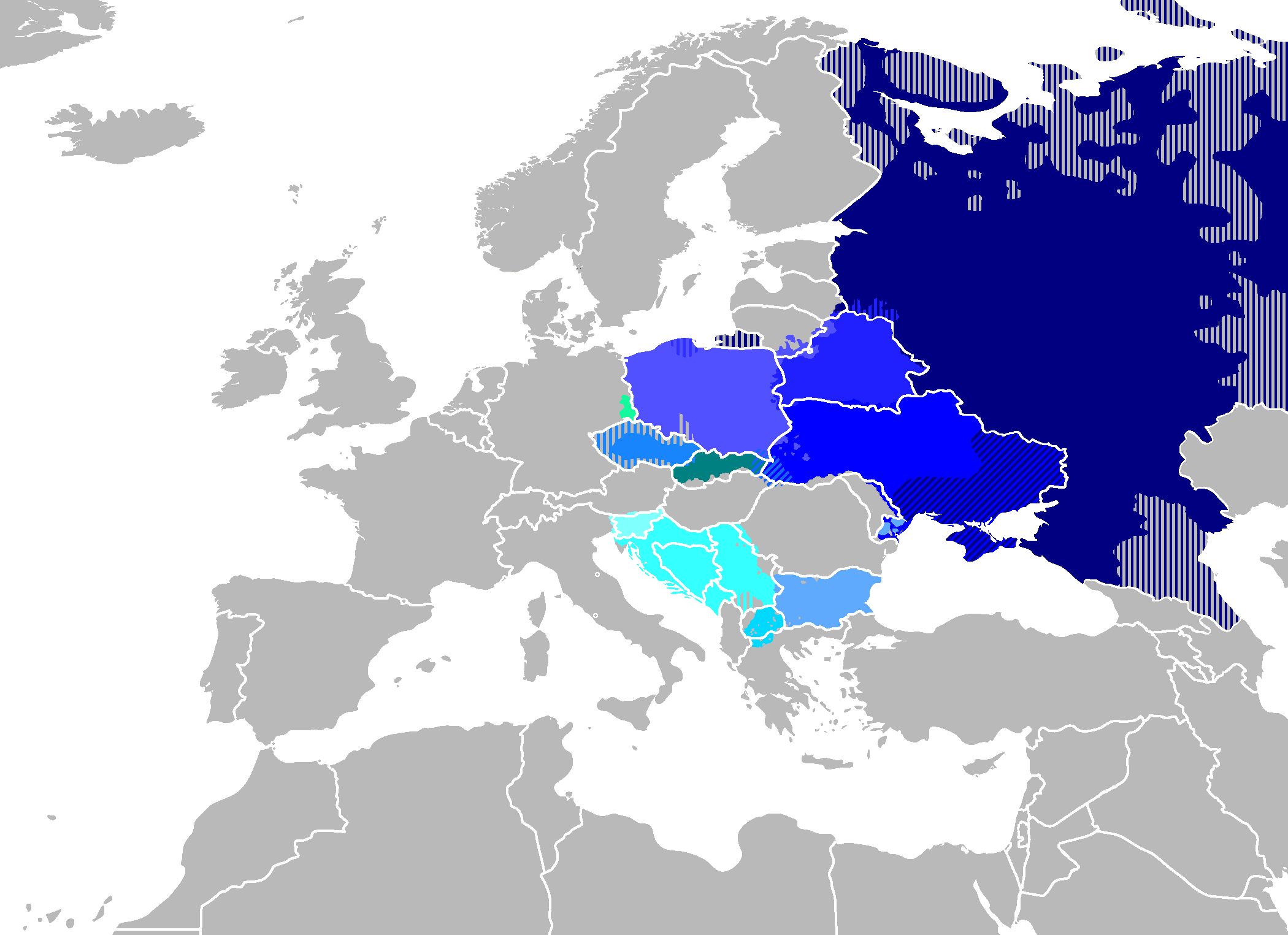
Mapa de les llengües eslaves a Europa

Les llengües eslaves són les llengües dels eslaus i els seus descendents, i són una branca de la família indoeuropea. Es parlen a l'est i centre d'Europa, als Balcans i en parts del nord d'Àsia. Els diferents idiomes eslaus van començar a separar-se de l'eslau antic (eslavònic o paleoeslau) cap al segle x.
Les llengües eslaves es divideixen convencionalment (és a dir, també en funció de les característiques extralingüístiques) en tres subgrups: Orient, Sud i Oest, que en conjunt constitueixen més de 20 llengües. D'aquests, 10 tenen almenys un milió de parlants i l'estatus oficial com a llengües nacionals dels països on es parlen predominantment: rus, belarús i ucraïnès (del grup de l'Est), polonès, txec i eslovac (del grup occidental) i búlgar i macedònic (membres orientals del grup Sud), i Serbi, Croat, Bosnià, Montenegrí i eslovè (membres occidentals del grup Sud).
Les llengües eslaves comparteixen una sèrie de trets comuns, com ara:
- morfologia de fusió o sintètica
- declinacions (la majoria amb set casos)
- abundància de consonants, especialment de sibilants
- palatalització de moltes combinacions de sons
- abundància d'aplecs consonàntics
- ordre de les paraules lliure

La distribució geogràfica actual de les llengües eslaves parlades de manera nativa inclou els Balcans, Europa central i oriental, i tot el camí des de Sibèria occidental fins a l'Extrem Orient Rus. A més, les diàspores de molts pobles eslaus han establert minories aïllades de parlants de les seves llengües a tot el món. Es calculava que el nombre de parlants de totes les llengües eslaves junts era de 315 milions al tombant del segle xxi. És el grup etnolingüístic més gran d'Europa.

## Classificació

### Classificació interna

Països que tenen per llengua nacional una llengua eslava occidental
Països que tenen per llengua nacional una llengua eslava oriental
Països que tenen per llengua nacional una llengua eslava meridional

Les llengües oficialment reconegudes, classificades d'acord amb criteris essencialment geogràfics, són:
| Eslau oriental                                           | Eslau occidental                                                                                                   | Eslau meridional                                                                                  |
| -------------------------------------------------------- | --- | ------------------------------------------------------------------------------------------------- |
| - Rus - Belarús - Ucraïnès - Rutè - Antic eslau oriental | - Eslovac - Txec - Moravià - Sòrab - Alt sòrab - Baix sòrab - Polabi (llengua morta) - Polonès - Caixubi - Silesià | - Eslovè - Serbi - Croat - Bosnià - Montenegrí - Macedònic - Búlgar - Antic eslau (llengua morta) |

### Llengües G i llengües H
Una altra manera de classificació menys emprada en ambients especialitzats és la divisió entre llengües G i llengües H, depenent de la isoglossa associada a l'evolució del fonema /*g/ de l'eslau comú, per exemple, del mot eslavoantic gora (muntanya) que dona com a resultat en les llengües modernes gora o hora, així doncs:
| Llengües eslaves G                                                                                          | Llengües eslaves H                                |
| --- | ------------------------------------------------- |
| - Polonès - Rus - Eslovè - Serbi - Croat - Bosnià - Macedònic - Búlgar - Antic eslau - Caixubi - Baix sòrab | - Txec - Alt sòrab - Belarús - Ucraïnès - Eslovac |

Alguns lingüistes especulen que també ha existit una branca d'eslau del nord. L'antic dialecte de Nóvgorod podria haver reflectit algunes idiosincràsies d'aquest grup.
La majoria de les llengües eslaves, a més a més, estan molt dialectalitzades, per això de vegades pot resultar difícil, en menor mesura (per al rus) i en major mesura (per a l'eslovè), la comunicació entre dos dialectes diferents. A causa d'aquesta característica, en algunes parts de l'oest d'Eslovènia els seus parlants empren un dialecte H.
Dos nadius de diferents llengües eslaves poden entendre's amb facilitat si parlen dues llengües de la mateixa família, per exemple, un txec i un eslovac, o un txec i un polonès; i amb un cert grau de dificultat si llurs llengües pertanyen a dues branques diferents, per exemple un rus i un txec o un eslovac i un serbi; se'n troba el major grau de dificultat comunicativa entre el rus i l'eslovè. El polonès i les llengües de la família oriental (belarús, rus i ucraïnès) també són mútuament intel·ligibles, i el belarús i l'ucraïnès són a mig camí entre el rus i el polonès.
Les diferències més òbvies entre les branques eslaves orientals, meridionals i occidentals es troben en l'ortografia de les llengües estàndard: llengües eslaves occidentals (i llengües eslaves del sud occidentals - croat i eslovè) s'escriuen en alfabet llatí, i han tingut més influència a l'Europa occidental a causa de la seva proximitat i dels parlants històricament catòlics romans, mentre que l'eslau oriental i l'eslau sud-oriental les llengües s'escriuen en ciríl·lica i, amb les catòliques orientals, han tingut més influència del grec. Dues llengües eslaves, el belarús i el serbi, són biscriptals, s'escriuen habitualment en qualsevol alfabet. Les llengües eslaves orientals com el rus, però, durant i després de la campanya d'europeització de Pere el Gran, van absorbir moltes paraules d'origen llatí, francès, alemany i italià.
La divisió tripartita de les llengües eslaves no té en compte els dialectes parlats de cada llengua. D'aquests, alguns anomenats dialectes de transició i dialectes híbrids sovint fan de pont entre les diferents llengües, mostrant similituds que no destaquen quan es comparen llengües literàries eslaves (és a dir, estàndards). Per exemple, l'eslovac (eslau occidental) i l'ucraïnès (eslau oriental) estan units pel rutè/dialecte d'Eslovàquia oriental i d'Ucraïna occidental. De la mateixa manera, el dialecte croat kaikavià és més semblant a l'eslovè que a l'idioma croat estàndard.
Tot i que les llengües eslaves van divergir d'una protollengua comú més tard que qualsevol altre grup de la família lingüística indoeuropea, hi ha prou diferències entre els diversos dialectes i llengües eslaves per fer la comunicació difícil entre parlants de diferents llengües eslaves. Dins de les llengües eslaves individuals, els dialectes poden variar en menor grau, com els del rus, o en un grau molt més gran, com els de l'eslovè.

## Característiques comunes

### Fonologia
En la fonologia d'aquestes llengües un tret notable és l'oposició entre consonants no palatalitzades i palatalitzades.

### Morfologia
Les llengües eslaves retenen gran part de les característiques indoeuropees antigues. Els noms tenen flexió i canvien de forma d'acord amb el gènere, el nombre i el cas. Els substantius, adjectius i pronoms distingeixen entre tres gèneres (masculí, femení i neutre), tres nombres (singular, plural i dual) i fins a set casos (nominatiu, acusatiu, genitiu, datiu, instrumental, locatiu i vocatiu). El verb està marcat per la persona, el nombre, el mode, l'aspecte i el temps, i de vegades també el gènere (això és una innovació respecte de l'indoeuropeu més antic).

### Comparació lèxica
La llista següent és una breu selecció de cognats presos de les llengües eslaves, que poden servir per a donar una idea de les correspondències fonètiques involucrades:
| Protoeslau   | Rus   | Belarús | Ucraïnès | Polonès | Txec   | Eslovac | Eslovè | Croat/Bosnià | Macedònic     | Serbi  | Búlgar | Intereslau    |
| ------------ | ----- | ------- | -------- | ------- | ------ | ------- | ------ | ------------ | ------------- | ------ | ------ | ------------- |
| *ognь (foc)  | огонь | агонь   | вогонь   | ogień   | oheň   | oheň    | ogenj  | oganj        | огањ/oganj    | оган   | огън   | ogonj/огонь   |
| *ryba (peix) | рыба  | рыба    | риба     | ryba    | ryba   | ryba    | riba   | riba         | риба/riba     | риба   | риба   | ryba/рыба     |
| *gnezd (niu) | гнезд | гняздо  | гнiздо   | gniazdo | hnízdo | hniezdo | gnezdo | gnijezdo     | гнездo/gnezdo | гнездо | гнездо | gnězdo/гнѣздо |
| *oko (ull)   | око   | вока    | око      | oko     | oko    | oko     | oko    | oko          | око/oko       | око    | око    | oko/око       |

## Influència en les llengües veïnes
La majoria de les llengües de l'antiga Unió Soviètica i d'alguns països veïns (per exemple el mongol) estan influïts significativament pel rus, especialment en el vocabulari. El romanès, l'albanès i l'hongarès mostren la influència de les nacions eslaves veïnes, especialment en el vocabulari relacionat amb la vida urbana, l'agricultura, l'artesania i el comerç: les principals innovacions culturals en moments de contacte cultural limitat a llarg termini. En cadascuna d'aquestes llengües, els préstecs lèxics eslaus representen almenys el 15% del vocabulari total. Potser es deu al fet que les tribus eslaves es van creuar i es van assentar parcialment als territoris habitats per antics il·liris i valacs en el seu camí cap als Balcans.

### Llengües germàniques
Max Vasmer, un especialista en etimologia eslava, ha afirmat que no hi havia préstecs eslaus en el protogermànic. Tanmateix, hi ha préstecs eslaus aïllats (la majoria recents) a altres llengües germàniques. Per exemple, la paraula per a "frontera" (en alemany modern, Grenze, neerlandès grens) s'ha manllevat de l'eslau comú granica. Hi ha, però, moltes ciutats i pobles d'origen eslau a l'Alemanya de l'Est, els més grans dels quals són Berlín, Leipzig i Dresden. L'anglès deriva quark (una mena de formatge i la partícula subatòmica) de l'alemany Quark, que al seu torn deriva de l'eslau tvarog, que significa "quallada". Molts cognoms alemanys, especialment a l'Alemanya Oriental i Àustria, són d'origen eslau. Les llengües escandinaves també tenen torg/torv (mercat) del rus antic tъrgъ o del polonès targ, humle (llúpol),, räka/reke/reje (gamba, gamba),
i, a través del mitjà baix alemany tolk (intèrpret) de l'antic eslau tlŭkŭ, i pråm/pram (barcassa) de l'eslau occidental pramŭ.

### Llengües baltofineses
Les llengües baltofineses i les llengües eslaves tenen moltes paraules en comú. Segons Petri Kallio, això suggereix que les paraules eslaves es prenen en préstec a les llengües finlandeses, ja des del protofinnic. Molts préstecs han adquirit una forma finesa, la qual cosa dificulta dir si aquesta paraula és nativa. finesa o eslava.

### Altres
La paraula txeca robot ara es troba a la majoria d'idiomes del món, i la paraula pistola, probablement també procedent del txec, es troba en moltes llengües europees.
Una paraula eslava coneguda en gairebé totes les llengües europees és vodka, un manllevat del rus водка (vodka), ella mateixa manllevada del polonès wódka (lit. "poca aigua"), de l'eslau comú voda ("aigua", cognat a la paraula anglesa) amb la terminació diminutiva "-ka". A causa del comerç de pells medieval amb el nord de Rússia, els préstecs paneuropeus del rus inclouen paraules tan familiars com sable. La paraula "vampir" va ser manllevada a l'anglès (potser a través del francès vampir) de l'alemany Vampir, al seu torn derivat del serbocroat вампир, continuant el protoeslau *ǫpyrь, encara que l'acadèmic polonès K. Stachowski ha argumentat que l'origen de la paraula és l'eslau primerenc *vąpěrь, que es remunta al turc oobyr.
Diverses llengües europees, inclòs el català, han manllevat la paraula Pòlie (que significa "plana gran i plana") directament de les llengües de l'antiga Iugoslàvia (és a dir, eslovè i serbocroat). Durant l'època de màxima esplendor de l'URSS al segle xx, es van conèixer moltes més paraules russes a tot el món: da, Soviet, sputnik, perestroika, glasnost, kolkhoz, etc. Un altre terme rus manllevat és samovar (lit. "autoebullició").